# قله کرونا
قله کرونا (روسی: пик Корона) یک قله در کشور قرقیزستان است.